# طريق ولائي 109 (الجزائر)
الطريق الولائي رقم 109 (CW109) أو طريق الحمدانية، هو طريق ساحلي جزائري على طول 23,4 كلم في ولاية تيبازة، يربط بلدية تيبازة مع بلدية شرشال على طول الساحل الغربي للبحر الأبيض المتوسط. وهو طريق بديل للطريق الوطني رقم 11 الداخلي.

## المسار
السالك للطريق من الشرق إلى الغرب سيعبر بلديتين على ساحل البحر الأبيض المتوسط في ولاية تيبازة هي : بلدية تيبازة - بلدية شرشال، بطول يبلغ 23,4 كلم.

## ولاية تيبازة
يقطع هذا الطريق ولاية تيبازة على مسافة 23.4 كيلومترات. ويمر ببلديتين هي على التوالي (من الشرق إلى الغرب):
1. بلدية تيبازة، على طول 16.6 كم.
2. بلدية شرشال، على طول 6.8 كم.

## الشواطئ

شاطئ شنوة

- شاطئ شنوة [الفرنسية]
- شاطئ ليغالي
- شاطئ بومعشوق
- شاطئ الخروب
- شاطئ الصنوبر
- الشاطئ الأزرق 1
- الشاطئ الأزرق 2
- شاطئ البلج

## الوديان
- وادي أومازيغ
- وادي مرزوق

## مواقع سياحية

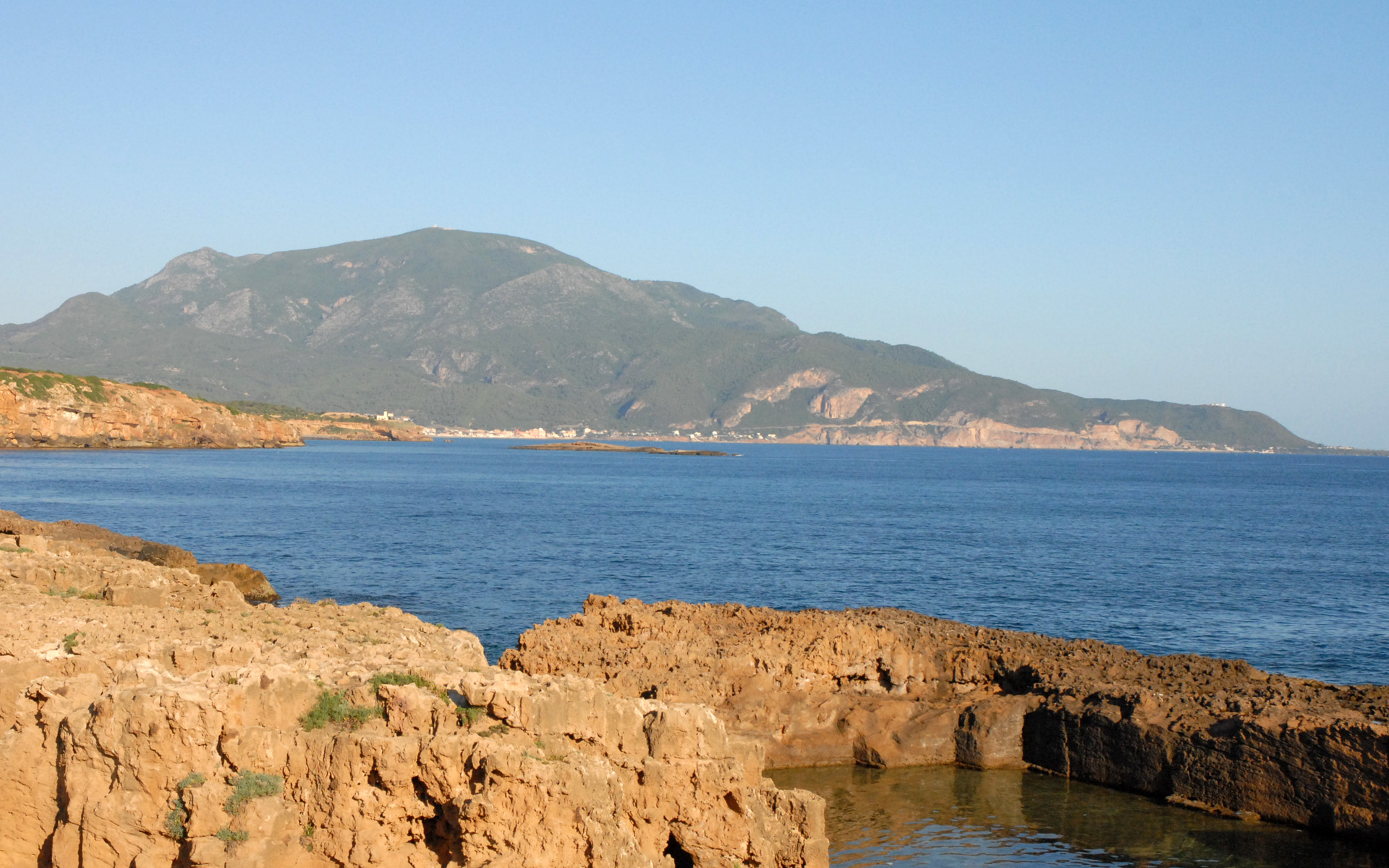
جبل شنوة

- جبل شنوة
- غابة شنوة
- رأس المسخوطة
- رأس الموز
- الجزر الثلاثة
- قرية الحمدانية

## منشآت
- ميناء الحمدانية

### وصلات خارجية
- موقع وزارة الأشغال العمومية الجزائرية